# Прадла
Прадла (пол. Pradła) — село в Польщі, у гміні Крочиці Заверцянського повіту Сілезького воєводства.
Населення — 731 особа (2011).
У 1975-1998 роках село належало до Ченстоховського воєводства.

## Демографія
Демографічна структура станом на 31 березня 2011 року:
|          | Загалом | Допрацездатний вік | Працездатний вік | Постпрацездатний вік |
| -------- | ------- | ------------------ | ---------------- | -------------------- |
| Чоловіки | 372     | 86                 | 245              | 41                   |
| Жінки    | 359     | 76                 | 193              | 90                   |
| Разом    | 731     | 162                | 438              | 131                  |